# Katrina Lenk
Katrina Lenk (nascida em Chicago, Illinois) é uma atriz, cantora, musicista e compositora estadunidense. Ela é conhecida por ter interpretado o papel de Dina no musical da Broadway The Band's Visit, pelo qual ganhou um Emmy, um Grammy e um Tony.